# 노브랜드

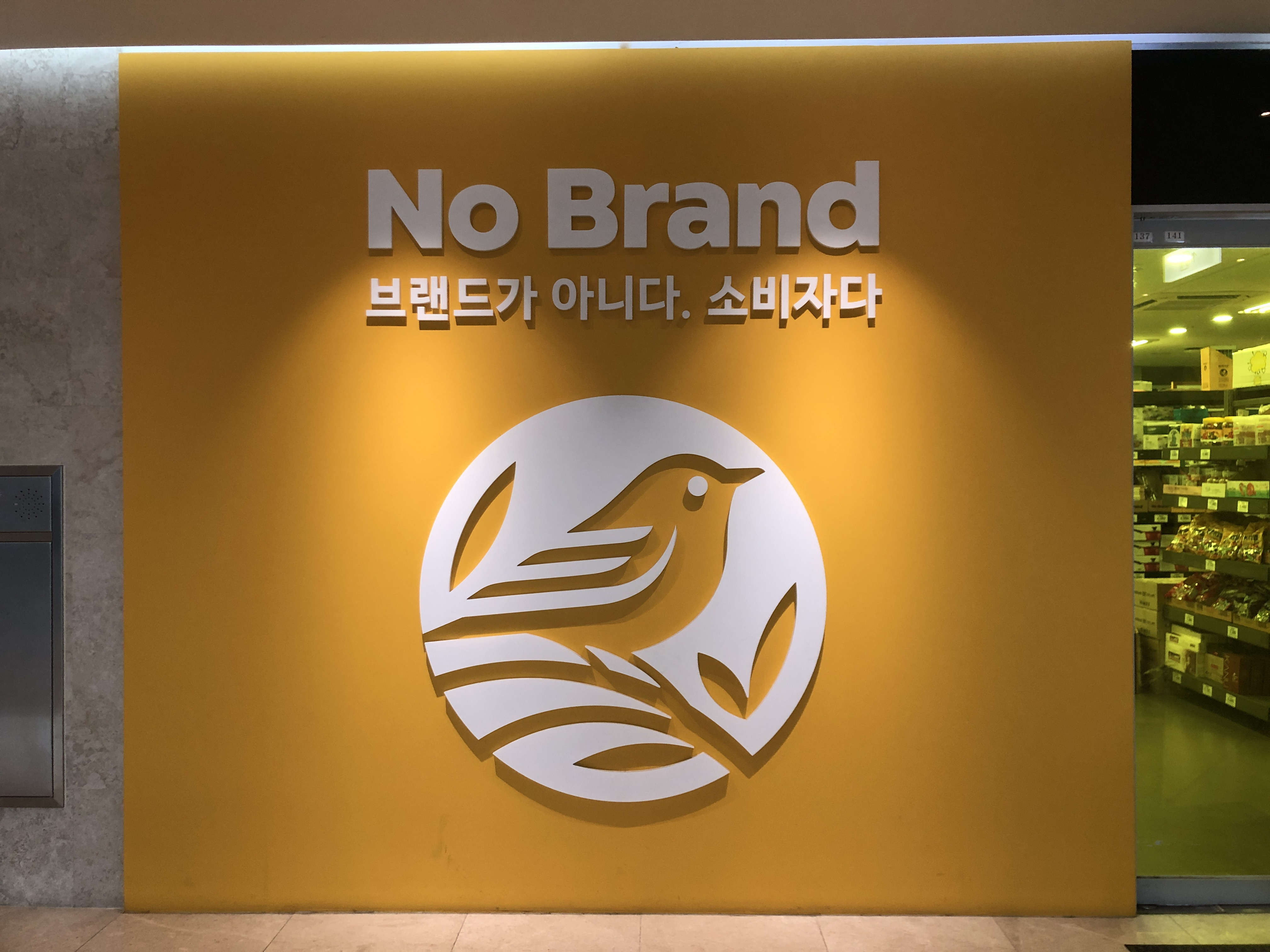

노브랜드는 2015년 4월부터 이마트에서 설립한 자체 브랜드이다. 신세계그룹 정용진 회장 주도하에 계획된 자체브랜드(Private Brand)로서 2016년 11월 기준 약 800여개의 상품을 제공하고 있다. 브랜드 일정 수준이상의 품질을 갖춘 상품을 대량으로 제공한다는 취지를 가지고 있다. 생활용품부터 가공식품, 전자제품까지 취급하고 있다.

## 노브랜드 전문점
노브랜드 전문점은 이마트가 2015년부터 개발한 노브랜드 PB상품을 이마트에서만 판매하다가 PB전문점 형태로 판매하는 가두점포다. 2016년 8월 25일 경기도 용인시 기흥구 보라동에 첫 점포를 냈다.